# Robert Richardson (directeur de la photographie)
Pour les articles homonymes, voir Robert Richardson et Richardson.
Robert Richardson est un directeur de la photographie américain né le 27 août 1955 à Hyannis dans l'État du Massachusetts. Il est membre de l'American Society of Cinematographers depuis 1992. Il a collaboré avec de grands réalisateurs américains, notamment avec Oliver Stone avec qui il a fait 11 films, Martin Scorsese, John Sayles, Quentin Tarantino.
Il a remporté l'Oscar de la meilleure photographie pour JFK, Aviator et Hugo Cabret.
Il apparaît brièvement dans une scène dans un studio de télévision dans Des hommes d'influence (Wag the Dog) de Barry Levinson.

## Filmographie
- 1985 : Salvador d'Oliver Stone
- 1986 : Platoon d'Oliver Stone
- 1987 : Dudes de Penelope Spheeris
- 1987 : Wall Street d'Oliver Stone
- 1988 : Les Coulisses de l'exploit (Eight Men Out) de John Sayles
- 1988 : Conversations nocturnes (Talk Radio) d'Oliver Stone
- 1989 : Né un 4 juillet (Born on the Fourth of July) d'Oliver Stone
- 1991 : The Doors d'Oliver Stone
- 1991 : City of Hope de John Sayles
- 1991 : JFK d'Oliver Stone
- 1992 : Des hommes d'honneur (A Few Good Men) de Rob Reiner
- 1993 : Entre Ciel et Terre (Heaven and Earth) d'Oliver Stone
- 1994 : Tueurs nés (Natural Born Killer) d'Oliver Stone
- 1995 : Casino de Martin Scorsese
- 1995 : Nixon d'Oliver Stone
- 1997 : U-Turn d'Oliver Stone
- 1997 : Fast, Cheap and Out of Control d'Errol Morris
- 1997 : Des hommes d'influence (Wag the Dog) de Barry Levinson
- 1998 : L'Homme qui murmurait à l'oreille des chevaux (The Horse Whisperer) de Robert Redford
- 1999 : La neige tombait sur les cèdres (Snow Falling on Cedars) de Scott Hicks
- 1999 : À tombeau ouvert (Bringing Out the Dead) de Martin Scorsese
- 2001 : The Hire: Powder Keg d'Alejandro González Iñárritu (tiré de la série BMW films)
- 2002 : Frères du désert (The Four Feathers) de Shekhar Kapur
- 2003 : Kill Bill : Volume 1 de Quentin Tarantino
- 2004 : Kill Bill : Volume 2 de Quentin Tarantino
- 2004 : Aviator (The Aviator) de Martin Scorsese
- 2006 : Raisons d'État (The Good Shepherd) de Robert De Niro
- 2008 : Shine a Light de Martin Scorsese
- 2008 : Standard Operating Procedure d'Errol Morris
- 2009 : Inglourious Basterds de Quentin Tarantino
- 2009 : Shutter Island de Martin Scorsese
- 2010 : Mange, prie, aime (Eat Pray Love) de Ryan Murphy
- 2011 : George Harrison: Living in the Material World (documentaire) de Martin Scorsese
- 2011 : Hugo Cabret (Hugo) de Martin Scorsese
- 2012 : Django Unchained de Quentin Tarantino
- 2015 : Les Huit Salopards (The Hateful Eight) de Quentin Tarantino
- 2016 : Live by Night de Ben Affleck
- 2017 : Breathe d'Andy Serkis
- 2018 : À la dérive (Adrift) de Baltasar Kormákur
- 2018 : Private War (A Private War)  de Matthew Heineman
- 2019 : Once Upon a Time in Hollywood de Quentin Tarantino
- 2021 : Venom: Let There Be Carnage d'Andy Serkis
- 2021 : JFK Revisited : Through the looking glass (documentaire) d'Oliver Stone
- 2023 : Emancipation d'Antoine Fuqua
- 2023 : Air de Ben Affleck

## Distinctions principales

### Récompenses
- Independent Spirit Awards 1987 : Independent Spirit Award de la meilleure photographie pour Platoon d'Oliver Stone
- Oscars 1992 : Oscar de la meilleure photographie pour JFK d'Oliver Stone
- Chicago Film Critics Association Awards 2000 : CFCA Award de la meilleure photographie pour La neige tombait sur les cèdres de Scott Hicks
- Dallas-Fort Worth Film Critics Association Awards 2000 : DFWFCA Award de la meilleure photographie pour La neige tombait sur les cèdres de Scott Hicks et pour À tombeau ouvert de Martin Scorsese
- Florida Film Critics Circle Awards 2000 : FFCC Award de la meilleure photographie pour La neige tombait sur les cèdres de Scott Hicks
- Las Vegas Film Critics Society Awards 2000 : Sierra Award de la meilleure photographie pour La neige tombait sur les cèdres de Scott Hicks
- Chicago Film Critics Association Awards 2004 : CFCA Award de la meilleure photographie pour Aviator de Martin Scorsese, ex æquo avec Christopher Doyle pour Hero de Zhang Yimou
- Las Vegas Film Critics Society Awards 2005 : Sierra Award de la meilleure photographie pour Aviator de Martin Scorsese
- Oscars 2005 : Oscar de la meilleure photographie pour Aviator de Martin Scorsese
- Oscars 2012 : Oscar de la meilleure photographie pour Hugo Cabret de Martin Scorsese

### Nominations
- Oscars 2013 : Oscar de la meilleure photographie pour Django Unchained de Quentin Tarantino
- Oscars 2016 : Oscar de la meilleure photographie pour The Hateful Eight de Quentin Tarantino
- Oscars 2020 : Meilleure photographie pour Once Upon a Time… in Hollywood de Quentin Tarantino